# 海纳·穆勒

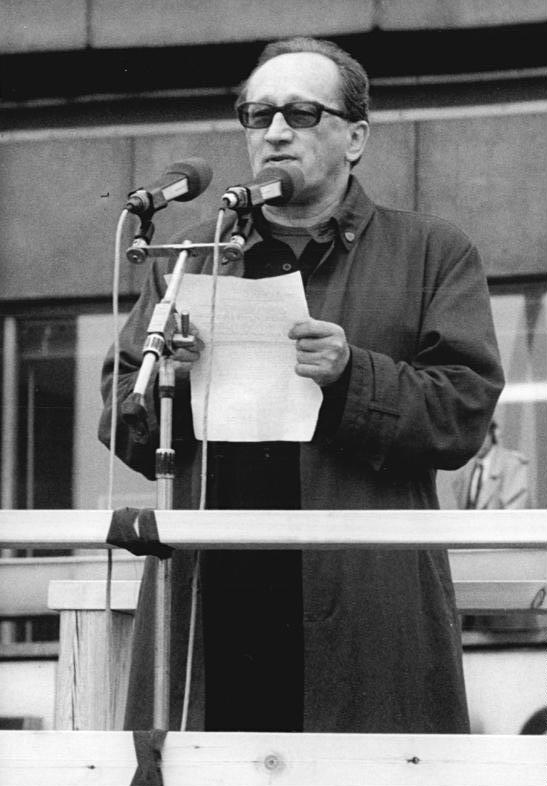
海纳·穆勒

海纳·穆勒（德語：Heiner Müller，1929年1月9日—1995年12月30日），德国剧作家，出生于萨克森地区的埃彭多夫。其作品充满政治关怀。